# Relations entre l'Algérie et la Tunisie
Les relations entre l'Algérie et la Tunisie se réfèrent aux relations bilatérales entre l'Algérie et la Tunisie. Ils sont tous deux membres de l'Union du Maghreb arabe, de l'Union africaine et de la Ligue arabe.

## Histoire

### Période ottomane
L'établissement des régences d'Alger et de Tunis au XVIe siècle se fait sur les décombres du sultanat hafside de Tunis. Ces deux territoires figurent parmi les provinces les plus éloignées et périphériques de l'Empire ottoman qui finit par n'exercer qu'un pouvoir nominal et protocolaire au XIXe siècle. En effet, au cours du XVIIe siècle, le rôle des Ottomans ne cesse de décroître au profit des dirigeants locaux qui s'émancipent progressivement de la tutelle du sultan de Constantinople. Les deux régences jouissent ainsi d'une très forte autonomie, voire d'une quasi-indépendance à partir du début du XVIIIe siècle. La frontière entre les deux territoires est de plus très incertaine car ce qui intéresse les dirigeants est plus l'allégeance et la soumission à l'impôt de chaque tribu à tel ou tel beylicat (celui de Constantine ou de Tunis) que le territoire lui-même. De plus, le bey de Tunis considère que le beylicat de Constantine comme un héritage hafside devant lui revenir, alors que celui d'Alger considère le beylicat de Tunis comme un quatrième beylicat, à côté de ceux de l'Ouest, du Titteri et de Constantine qui se trouvent sous son autorité. En poussant à l'est, la régence d'Alger rattache dès le XVIe siècle le Constantinois à son territoire. Toutefois, certaines tribus de l'est algérien gardent des liens avec Tunis au XVIe siècle puis au XVIIe siècle. D'autre part, les deys d'Alger ont en mémoire le souvenir de leurs prédécesseurs, les beylerbeys d'Alger, qui exerçaient leur autorité sur Tunis au XVIe siècle. Les dirigeants de Tunis et d'Alger entretiennent donc des relations conflictuelles avec un fort interventionnisme et ponctuées par de nombreuses guerres. Ces conflits débouchent sur un traité de paix en 1817, quand les deux belligérants se reconnaissent à égalité : Alger renonce au paiement de tout tribut par Tunis et de part et d'autre l'on renonce à toute prétention territoriale.

### Période française

#### Tunisie et conquête de l'Algérie
La déclaration de guerre de la France à la régence d'Alger en 1827 réjouit le bey de Tunis, Hussein II Bey, et toute sa cour au vu du lourd passif entre les deux États rivaux. Cette crise constitue pour le bey une occasion d'accroître son influence dans la région en essayant de placer un prince de la famille régnante tunisienne à la tête de la régence d'Alger. De plus, le bey était conscient de la supériorité militaire de la France, ainsi que de l'incapacité de l'Empire ottoman d'intervenir à la suite de la bataille de Navarin qui a vu la destruction totale des flottes ottomane et tunisienne en 1827. Les ottomans envoient quand même leur amiral de la flotte, Tahar Pacha, vers les mois d'avril ou de mai 1830 afin d'acheminer des troupes vers Alger par voie terrestre ; le but étant de limoger de force le dey d'Alger, Hussein Dey, et de mettre ainsi fin à la crise. Sous la menace des vaisseaux de guerre naviguant au large de La Goulette et la pression du consul de France, le bey de Tunis rejette cette initiative ottomane.
La prise d'Alger par les Français intervient le 5 juillet 1830 après trois ans de blocus maritime. Le général Bertrand Clauzel entre alors en négociation avec les différents beys de la régence d'Alger pour qu'ils acceptent le protectorat de la France, mais ceux-ci opposent tous un refus. Le bey de Constantine, Ahmed Bey, se déclare indépendant à l'instar du beylicat de Tunis. Cependant, Clauzel mène des négociations avec le bey de Tunis qui commence d'ailleurs à craindre que les troubles dans le Constantinois ne se propagent aux tribus frontalières. Aux termes de deux conventions négociées par Mustapha Saheb Ettabaâ à Alger, Clauzel confie tout d'abord le beylik de Constantine et ensuite celui d'Oran à des membres de la dynastie husseinite, sous un statut peu clair (les textes français et arabes sont différents) en contrepartie du paiement d'un tribut garanti par le bey de Tunis,. Si l'accord sur le beylik d'Oran était complètement inattendu pour le bey de Tunis, celui sur Constantine était espéré et envisageable grâce aux divers liens et alliances existants de part et d'autre de la frontière, ainsi que la grande proximité géographique et culturelle avec le Constantinois. Ahmed Bey de Constantine est déclaré déchu en décembre 1830 et remplacé (en théorie) par Sidi Moustapha, frère du bey de Tunis. Oran est occupé par le général Damrémont en janvier 1831, son dirigeant Hassan Bey étant alors exilé et remplacé en février par Sidi Ahmed, fils de Sidi Mustapha et gendre du bey de Tunis. Le 11 février 1831, un haut dignitaire, Kheireddine Agha, débarque à Oran avec une troupe de 250 à 300 hommes pour rendre compte de la situation, avant l'éventuel envoi du jeune prince. Le vice-gouverneur décrit alors une situation hostile et préoccupante sur le plan sécuritaire et appelle à son rapatriement immédiat à Tunis. En effet, une partie du beylik d'Oran tombe sous le contrôle du sultan du Maroc, Moulay Abderrahmane, qui est reconnu par différentes tribus de la région, qui n'ont d'ailleurs pas de lien avec la lointaine Tunis,,,. Parallèlement, désavoué à propos de ses négociations avec la Tunisie, le général Clauzel démissionne en février 1831 et se voit remplacé par le général Berthezène, qui est par ailleurs chargé de régler l'affaire franco-tunisienne en obtenant le retrait des princes tunisiens. Le 22 avril, le bey de Tunis est informé officiellement par le consul Mathieu de Lesseps du refus du roi Louis-Philippe de ratifier le traité. Le 2 juillet, il demande le retour de Kheireddine Agha et de ses troupes et renonce aux deux beyliks. Sidi Mustapha n'a d'ailleurs jamais occupé ses fonctions à Constantine, qui résiste sous l'autorité de son dirigeant Ahmed Bey, qui refuse d'arrêter les combats. Constantine chute en 1837 et la France devient alors un voisin effectif de la Tunisie.

#### Tunisie face à l'Algérie française
Les troubles causés par la conquête de l'Algérie provoquent une émigration de nombreux citadins et tribus algériens vers la Tunisie voisine. Ce phénomène est difficilement chiffrable car il est en grande partie non déclaré. De plus, nous ne disposons pas des données statistiques nécessaires pour le quantifier. Ce mouvement continue tout au long du siècle pour diverses raisons, comme une imposition moins lourde, des conditions de vie plus avantageuses en Tunisie ou pour ne pas vivre sous l'administration française. Ces divers mouvements sont favorablement accueillis par le pouvoir beylical car synonyme de nouvelles rentrées fiscales dans les caisses de l'État.
Sur le plan politique, l'annexion de l'Algérie établit une nouvelle donne pour la Tunisie qui tente de maintenir jalousement son indépendance vis-à-vis de la France à l'ouest et de l'Empire ottoman à l'est. En effet, les souverains husseinites veulent éviter le sort de l'Algérie devenue française et celui de la régence de Tripoli passée en gestion directe par Constantinople en 1835 au détriment de la dynastie des Karamanli. La Tunisie entretient alors de bonnes relations avec la France, qui la soutient face à l'Empire ottoman afin de garder ce pays dans son aire d'influence, approuvée par les autres puissances lors du congrès de Berlin de 1878. Mais la France, devenue trop proche, est de plus en plus présente dans la politique intérieure et devient le créancier du pays. Face aux prétentions de l'Italie, la France mène sa conquête de la Tunisie à partir du territoire algérien en 1881, en prenant comme prétexte un différend impliquant deux tribus frontalières : les Ouled Nahd algériens et les Kroumirs tunisiens. De plus, la délimitation des frontières entre les deux territoires n'a jamais été faite durant toute cette période, ce qui a été la cause de nombreux incidents entre tribus algériennes et tunisiennes. L'occupation française en Tunisie retire son caractère d'urgence à cette délimitation qui ne sera jamais formellement effectuée, malgré la signature du procès-verbal d'accord entre le gouverneur général d'Algérie et le résident général de France en Tunisie sur le tracé de la frontière entre Djebel Rhorra et Bir Romane les 20 septembre et 1er décembre 1901.

#### Algérie et Tunisie sous domination française
Avec l'instauration du protectorat en 1881, la Tunisie se retrouve réunie de facto à l'Algérie sur plusieurs plans, les deux territoires formant un ensemble : l'Afrique française du Nord.
Ainsi, sur le plan de l'organisation judiciaire, une loi de 1883 décrète que les appels des jugements seraient interjetés à la cour d'appel d'Alger. Malgré les demandes répétées de la résidence générale, cette solution provisoire dure jusqu'à la promulgation de la loi du 15 juin 1941 qui crée la cour d'appel de Tunis. 
Sur le plan monétaire, le privilège d'émission de la Banque de l'Algérie est étendu à la Tunisie à partir de 1904. Cet établissement devient ensuite la Banque de l'Algérie et de la Tunisie le 12 janvier 1949, les billets portant cette nouvelle mention dès 1946. Cette banque perdure jusqu'en 1958.
Sur le plan des infrastructures, des investissements sont même entrepris avant l'établissement du protectorat vu que la France obtient la concession de la construction d'une ligne de chemin de fer entre Tunis et l'Algérie le 18 mai 1876. Les travaux se terminent en 1884 avec l'inauguration de la ligne de Tunis à Ghardimaou et son raccordement au réseau ferroviaire algérien. D'autres lignes ferroviaires sont construites par la suite pour une meilleure connexion entre la Tunisie et l'Algérie. En outre, grâce à des emprunts, un vaste programme de routes d'État et de routes vicinales est entrepris, entre 1920 et 1940 en Tunisie, et établit désormais la liaison entre l'Algérie et les ports tunisiens.
Sur le plan idéologique, la colonisation française met en exergue le destin commun de ces deux territoires et de leurs peuples avec la naissance du nationalisme maghrébin. Ainsi plusieurs initiatives voient le jour dès le début du siècle pour mener la lutte ensemble contre la France. Ainsi, en 1916, un Comité pour l'indépendance de la Tunisie et l'Algérie évoque à Genève la fondation d'une république maghrébine, avant de fonder La Revue du Maghreb qui est publiée jusqu'en 1918. Après la Première Guerre mondiale, un comité algéro-tunisien dirigé par Mohamed et Ali Bach Hamba envoie en 1919, au congrès de Versailles et au président des États-Unis, Woodrow Wilson, un mémoire avec les termes suivants : « Le peuple algéro-tunisien revendique son indépendance complète. Il en appelle à la conscience universelle pour lui reconnaître son droit à disposer librement de son sort, et saisit de ses revendications légitimes le congrès de la paix […] pour examiner la carte du monde et formuler les principes nouveaux pour la garantie des droits de l'homme et des peuples »,.
Avec l'instauration du protectorat français au Maroc, les revendications concernent bientôt tout le Maghreb, avec notamment la circulation des étudiants. En effet, les échanges entre les étudiants maghrébins s'effectuent par différents types de flux. Il y a d'une part les étudiants algériens qui se rendent à la Zitouna ou à la Quaraouyine pour suivre un enseignement traditionnel. D'autre part, l'université d'Alger est la seule université moderne du Maghreb et attire des étudiants tunisiens et marocains. Mais c'est la Métropole qui constitue le point de rencontre le plus important, avec une très nette majorité d'étudiants tunisiens dans l'entre-deux-guerres. Ainsi, c'est Paris qui concentre la majorité de ces étudiants et c'est là que sont fondées plusieurs organisations de premier ordre. C'est le cas de l'Étoile nord-africaine, fondée en 1926 avec Chedly Khairallah comme premier président, avant que le parti ne se focalise sur la cause algérienne tout en revendiquant l'indépendance de tout le Maghreb dès 1933. C'est aussi le cas de l'Association des étudiants musulmans nord-africains, fondée peu après et fréquentée par de futurs hommes politiques de premier plan.
À la suite de la fondation de la Ligue arabe en 1945 au Caire, les nationalistes des trois pays maghrébins ouvrent le Bureau du Maghreb jusqu'en 1950 et l'émir Abdelkrim el-Khattabi créé le Comité de libération du Maghreb arabe le 6 janvier 1948. Toutefois, la Ligue arabe apporte un soutien très modéré aux nationalistes maghrébins dans leur lutte pour l'indépendance, les États arabes exprimant en effet leur réserve et leur prudence doublée d'un absence d'engagement collectif en leur faveur. Ainsi, malgré diverses frictions, la Tunisie et le Maroc deviennent les alliés les plus investis et fidèles des nationalistes algériens lors de leur guerre de libération, notamment sur le plan diplomatique,.

#### Période de la guerre d'Algérie
À partir de son indépendance en 1956, la Tunisie apporte un soutien politique et logistique à l'indépendance de l'Algérie. La Tunisie constitue alors une véritable base arrière pour l'Armée de libération nationale en constituant un refuge pour les combattants et un point de harcèlement des troupes françaises. La France réagit avec la construction, le long de la frontière algéro-tunisienne, de la ligne Morice en 1957 et de la ligne Challe en 1959. L'un des points culminants des tensions est le bombardement de Sakiet Sidi Youssef par la France le 8 février 1958. Le conflit purement franco-algérien prend alors une dimension internationale avec la plainte déposée par la Tunisie auprès de l'Organisation des Nations unies. Peu après, les représentants du Front de libération nationale (FLN), du Néo-Destour et de l'Istiqlal se réunissent lors de la conférence de Tanger qui se tient du 27 au 30 avril 1958 pour appeler à l'unité maghrébine et affirmer leur rejet de la présence coloniale française dans leurs pays. 
Le soutien tunisien passe aussi par l'information : Radio Tunis, qui est vraisemblablement le poste le mieux entendu et le plus écouté dans tout le Constantinois, diffuse une chronique appelée Échos de l'Algérie libre dès 1956, malgré les protestations françaises,. En outre, la rédaction du journal officiel du FLN, appelé El Moudjahid, s'installe à Tunis entre 1958 et 1962.
La Tunisie reconnaît le Gouvernement provisoire de la République algérienne dès sa création en septembre 1958. Ce gouvernement siège à Tunis de 1960 jusqu'à son installation à Alger le 1er juillet 1962. De nombreux autres organes algériens s'installent en Tunisie, comme l'Union générale des travailleurs algériens ou l'équipe du Front de libération nationale algérien de football.
En outre, la Tunisie accueille un grand nombre de réfugiés dont le nombre varie selon les sources. Ainsi d'après le rapport du Haut Commissaire des Nations unies pour les réfugiés publié en 1960, ils seraient 200 000 au Maroc et en Tunisie, alors que d'autres sources évoquent 150 000 réfugiés en Tunisie et 100 000 au Maroc,. La vague migratoire commence dès 1956 avant de fortement ralentir à partir de 1958 à la suite de la fermeture des frontières. Leur sort attire l'attention de la communauté internationale et mobilise de nombreuses organisations telles que le Comité international de la Croix-Rouge. Après le cessez-le-feu du 19 mars 1962, une commission chargée du rapatriement des réfugiés algériens de Tunisie est créée en avril 1962 et siège au Kef. Les réfugiés commencent à rentrer en Algérie à partir du mois de mai conformément aux dispositions prises en avril,. Quant aux détachements de l'Armée de libération nationale, leur retour n'intervient qu'après la signature des accords d'Évian actant l'indépendance algérienne. Ainsi, le 17e bataillon est le premier à traverser la frontière le 3 juillet 1962.

### Période des indépendances

#### Années 1960
Au lendemain de l'indépendance algérienne, l'unité maghrébine tant préservée pendant la guerre d'Algérie vole en éclats à la suite de diverses prétentions territoriales. Ainsi, l'Algérie et la Tunisie se disputent le tracé de leur frontière méridionale. De plus, les forages pétroliers à la frontière, comme celui d'El Borma, rend la résolution de ce conflit pressante.
En s'appuyant sur la convention de Tripoli de 1910 délimitant la frontière tuniso-libyenne et un autre traité de 1956 délimitant la frontière algéro-libyenne, la Tunisie revendique une bande de terre de 30 km2 allant de la borne 222 (Fort Saint) à la borne 233 (Garet El Hamel au sud de Ghadamès). Un accord secret entre les président tunisien et algérien, Habib Bourguiba et Ahmed Ben Bella, l'accorde à la Tunisie lors de la conférence du Caire en janvier 1964, accord qui ne sera jamais appliqué. En effet, à la suite du coup d'État de Houari Boumédiène qui lui permet d'accéder à la tête de l'État algérien en 1965, le ton change et l'Algérie s'oppose à toute modification du tracé. Des négociations s'ouvrent par voie diplomatique et au sein d'une commission militaire mixte. Le 16 avril 1968 est signé un procès-verbal d'abornement algéro-tunisien sur le tracé de la frontière entre Bir Romane et Fort Saint, qui figurait en pointillé sur les cartes depuis 1929. Le tracé provisoire et théorique devient alors définitif et précis. La Tunisie renonce d'ailleurs à sa revendication territoriale entre les bornes 222 et 233 et cède à l'Algérie ses biens domaniaux qui s'y trouvent. Le 6 janvier 1970, un protocole d'accord algéro-tunisien, signé entre les ministres des Affaires étrangères Abdelaziz Bouteflika et Habib Bourguiba Jr., porte sur le tracé définitif de la frontière méridionale entre les deux pays.

#### Années 1970
À la suite du conflit entre l'Algérie et le Maroc concernant le Sahara occidental, la Tunisie adopte une position de stricte neutralité qui caractérise sa diplomatie sur la question à partir de 1976. Si la position tunisienne provoque le mécontentement de Boumédiène, ses successeurs vont tous accepter cette neutralité.
Tout au long de l'histoire de l'Algérie indépendante, cette dernière rejoint la Tunisie dans un certain nombre de projets économiques, y compris les pipelines transnationaux reliant l'Algérie à l'Italie à travers la Tunisie.

#### Années 1980
La Tunisie est le premier pays à signer un traité de fraternité et de concorde avec l'Algérie, en 1983. En 1987, le départ du président tunisien Habib Bourguiba et son remplacement par Zine el-Abidine Ben Ali rapproche plus encore les deux nations.

#### Années 1990
Les années 1990 sont marquées par la décennie noire qui représente un nouveau défi sécuritaire pour les deux pays. En effet, la Tunisie et l'Algérie craignent l'ouverture d'un nouveau front sur le sol tunisien par les différentes organisations terroristes, dont le Groupe islamique armé, d'où la mobilisation de leurs armées.

#### Années 2010

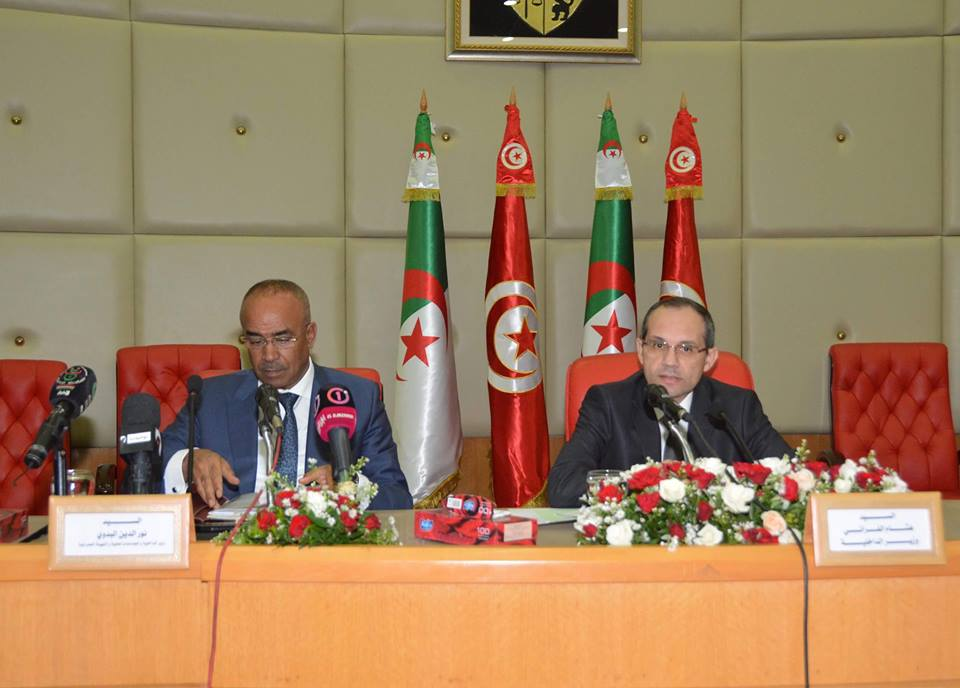
Ministres algérien et tunisien de l'Intérieur en 2018.

Après la révolution tunisienne de 2011 et l'émergence de la menace terroriste, le ministre tunisien de l'Intérieur déclare en 2013 que l'Algérie est soulagée que la Tunisie n'ait pas exporté sa révolution.
La tradition diplomatique fait que les dirigeants tunisiens consacrent leur première visite officielle à l'étranger à l'Algérie, à l'exception de Moncef Marzouki qui se rend en Libye.

#### Années 2020
En pleine crise économique et financière, et en l'absence d'un accord avec le Fonds monétaire international, l'Algérie accorde à la Tunisie un prêt de 200 millions de dollars remboursable sur quinze ans, avec un taux d'intérêt de 1 % et un délai de grâce de cinq ans. L'Algérie lui fait également un don de 100 millions de dollars. Le 6 mars 2023, la Banque mondiale décide de suspendre son cadre de partenariat avec la Tunisie et de geler tout nouveau financement au pays, après une montée des exactions contre les migrants subsahariens à la suite d'un discours virulent du président Kaïs Saïed sur l'immigration illégale. Lors d'une interview accordée à la chaîne Al Jazeera le 6 avril, le président Abdelmadjid Tebboune réitère la volonté de l'Algérie de soutenir la Tunisie, sans ingérence dans ses affaires internes, en mettant en relief les pressions étrangères, qu'il juge malveillantes et en train de déstabiliser le pays. À noter qu'au mois de décembre 2021, l'Algérie avait déjà accordé à la Tunisie un prêt financier de 300 millions de dollars et a effectué, en février 2020, un dépôt financier de 150 millions de dollars dans la Banque centrale de Tunisie.

## Commissions de coopération

### Grande commission mixte
L'Algérie et la Tunisie organisent régulièrement la Grande commission mixte algéro-tunisienne, présidée par leurs chefs du gouvernement, afin d'approfondir leurs relations bilatérales. Elle est instituée en 1970 et sa 21e session se déroule en 2017,.

### Comité de suivi
Le comité de suivi, qui précède la Grande commission mixte, est présidé par le ministre tunisien chargé des affaires maghrébines et le secrétaire d'État algérien chargé des affaires maghrébines. Il est institué en 1990 et sa 19e session se déroule en 2017,.

### Comités sectoriels
Il s'agit de commissions et de groupes de travail mixtes chargés du suivi et de la dynamisation de domaines divers et variés comme le commerce, l'industrie, la pêche, l'enseignement supérieur, etc.

## Coopérations thématiques

### Commerce
Les deux pays sont liés par l'Accord commercial préférentiel (ACP) algéro-tunisien, signé à Tunis le 4 décembre 2008 et entré en vigueur le 1er mars 2014. Un projet de zone de libre-échange frontalière est à l'étude depuis 2015 pour le développement des régions frontalières,. Les deux pays font en outre partie de la Grande zone arabe de libre-échange.
Concernant les échanges commerciaux entre les deux pays, 95 % des exportations algériennes en 2017 concernent le secteur du gaz naturel, les huiles et le pétrole, tandis que les principales exportations tunisiennes concernent pour 25 % les matériaux de construction, 19 % les produits miniers, 17 % les produits chimiques, 16 % les produits électroniques et moteurs et 6 % les produits agroalimentaires.
Toujours en 2017, l'Algérie compte environ 700 sociétés tunisiennes qui exercent entre autres dans les services, la production de biens et l'importation : la Tunisie est ainsi à la 5e position des sociétés étrangères actives en Algérie. Il existe en outre plus de 600 commerçants tunisiens, opérant principalement dans la distribution de détail et services, plaçant ainsi la Tunisie en deuxième position en termes de commerçants étrangers exerçant en Algérie.

### Défense
Depuis l'installation des terroristes à la frontière algéro-tunisienne en 2011, notamment dans la région du djebel Chambi, des opérations militaires communes sont menées, tout comme des réunions mixtes des deux états-majors ainsi que des échanges de renseignements. Un accord secret de coopération militaire portant sur la sécurisation de la frontière commune est d'ailleurs conclu le 27 mai 2014.
Des manœuvres navales communes sont organisées régulièrement par les forces navales algériennes et la marine nationale tunisienne. La sixième édition de cet exercice baptisé Morjane remonte à 2019.

### Énergie
Des accords lient les deux pays pour l'approvisionnement de la Tunisie en gaz naturel algérien à tarif préférentiel. Ils visent aussi l'interconnexion énergétique dans les régions frontalières, que ce soit par le gaz ou par l'électricité,. De plus, la traversée du Trans-Mediterranean Pipeline sur le territoire tunisien procure des avantages au pays, en guise de droit de passage et également en contrepartie de son entretien.
En outre, la société mixte algéro-tunisienne Numhyd, créée en 2003, opère dans l'exploration et la production de gaz et de pétrole dans les deux pays. Elle est détenue à parts égales par l'entreprise algérienne Sonatrach et l'Entreprise tunisienne d'activités pétrolières.
En mars 2025, l'Algérie, la Tunisie et la Libye annoncent un mémorandum d'entente pour la réalisation d'un projet d'interconnexion électrique entre les trois pays.

### Enseignement supérieur
Un programme de mobilité étudiante et d'échange universitaire, baptisé Ibn-Rachik, est mis en place entre les deux pays en 2018.

### Tourisme
Un régime d'exemption de visa existe entre l'Algérie et la Tunisie. De plus, l'ouverture de la frontière terrestre entre les deux pays facilitent les différents flux, notamment touristiques. Ainsi les Algériens figurent parmi les premiers clients du tourisme tunisien avec 1,8 million de visiteurs en 2016.